# Kaultyúk

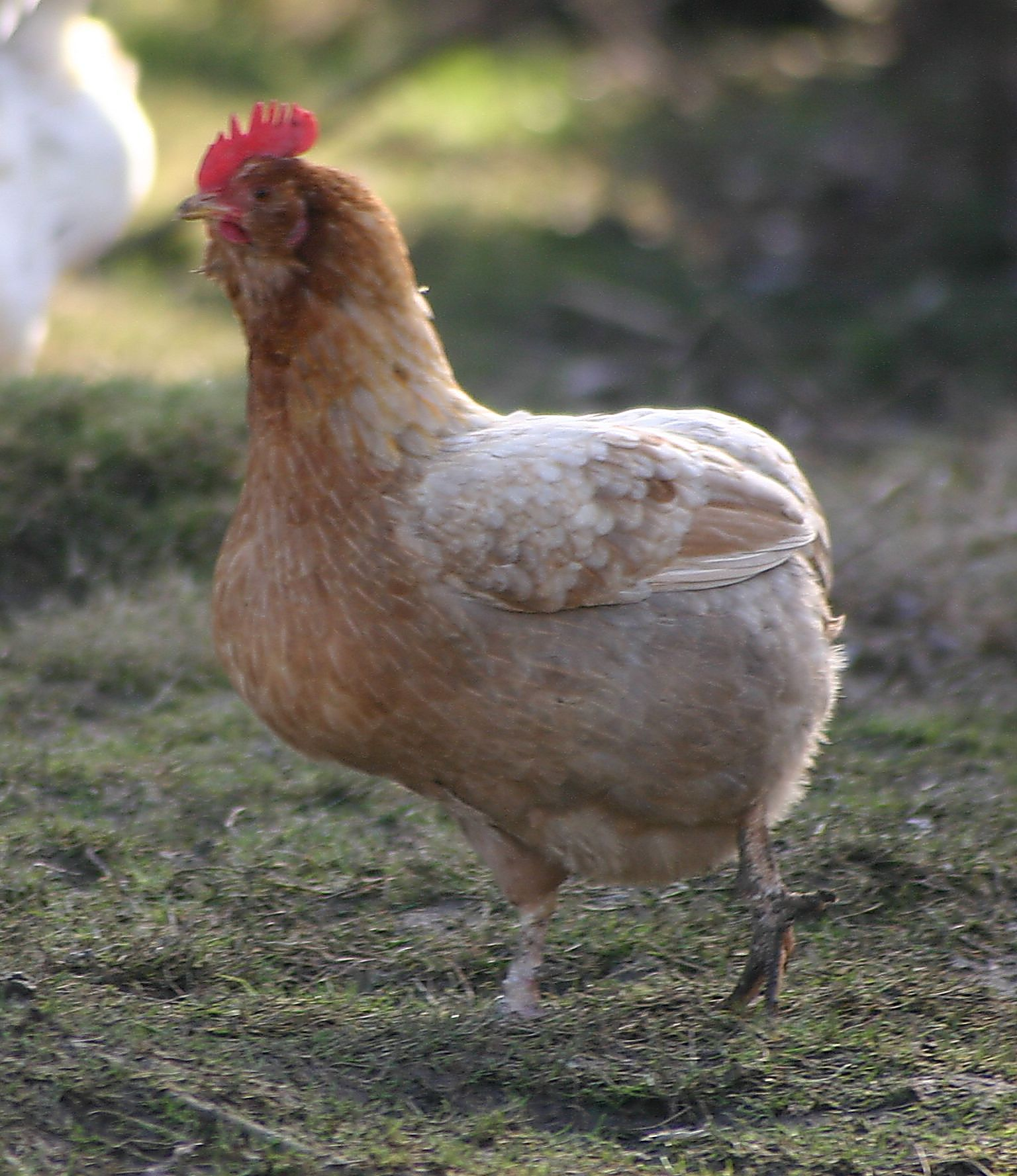
Kaultyúk

A Kaultyúk egy régi tyúkfajta.

## Fajtatörténet
Évszázadok óta ismert fajta. Az utolsó farkcsigolyája hiányzik. Az első ilyen „mutáns” tanyasi tyúkokat szaporíthatták tovább maguk közt. 

## Fajtabélyegek, színváltozatok

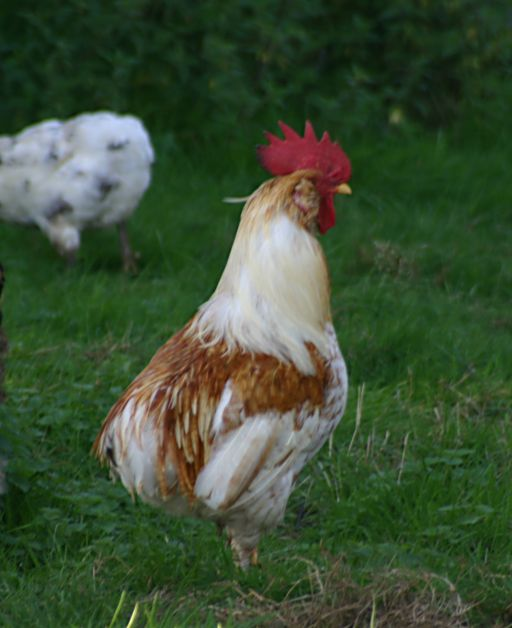
Kaulkakas

Háta közepes hosszúságú, széles. Farktollak hiányoznak. Melltájék széles, mély. Szárnyak szorosan testhez simulók. Feje közepes nagyságú, széleskés. Arca piros. Szemek a tollazat színváltozatától függően sötétvöröstől sötétbarnáig. Csőre viszonylag erős. taraja közepes nagyságú, 5-6 fogazattal rendelkező egyszerű fűrészes taraj. Toroklebeny közepes nagyságú, lekerekített, vékony, piros. Esetenként viselhet szakállat is. Nyaka közepes nagyságú. Combok rövidek. Csüd finom csontozatú palakéktől feketéig, hússzínűig a fajta színváltozatától függően. 
Színváltozatok: Minden létező „tiszta” színváltozata elismert.

## Genetika
Az utolsó farkcsigolya hiánya domináns öröklésmenetű. A tenyésztés során mindig bukkanhatnak fel farkcsigolyával és farktollal rendelkező egyedek is. Németországban az „Állatvédelmi törvény” szerint farkcsigolya nélküli tyúkok tudatos tenyésztése „kíntenyésztés” miatt tilos. Az utolsó farkcsigolya hiánya miatt a farktőmirigy is hiányzik. (genetikai hulladék)

## Tulajdonságok
Érdekessége, hogy az utolsó farkcsigolyája hiányában farktoll nélküli. Akár az eredeti Araucana fajta, melynek azért vannak farktollal rendelkező változatai is. A farktőmirigy (lat. Glandula uropygialis) hiánya miatt gondok akadhatnak a tollazat ápolásával. Nyugodt fajták. 
| Általános tulajdonságok: | Általános tulajdonságok:      |
| ------------------------ | ----------------------------- |
| Tömege                   | kakas 2-2,5 kg, tojó 1,5-2 kg |
| Gyűrűmérete              | kakas 16, tojó 15             |
| Tenyésztojás tömege      | 53 g                          |
| Tojáshéj színe           | fehér                         |
| Éves tojáshozama         | 150 db                        |